# GJ 504 b
GJ 504 b — экзопланета (газовый гигант) или коричневый карлик в созвездии Девы на расстоянии 57 световых лет от Земли. Обращается вокруг звезды 59 Девы (GJ 504), являющейся аналогом Солнца. Объект открыт в 2011 году методом прямого наблюдения на «Субару» — 8,2-метровом телескопе, принадлежащем Национальной астрономической обсерватории Японии и расположенном на Мауна-Кеа, Гавайи (открытие опубликовано в 2013 году). Если GJ 504 b является планетой, это (по состоянию на 2016 год) самая холодная и одна из наименьших экзопланет, открытых методом прямого наблюдения.

## История открытия
Объект был открыт в ходе выполнения программы «Стратегические исследования экзопланет и дисков с помощью „Субару“» (SEEDS). Это программа съёмки нескольких сотен близких звёзд с целью поиска экзопланет, протопланетных дисков или остаточных дисков, которая началась в 2009 году и продолжалась около 5 лет. При наблюдениях использовалась адаптивная оптика, значительно повышающая разрешение.
Открытие было сделано группой астрономов во главе с Масаюки Куцухарой из Токийского университета по снимкам, полученным 26 марта 2011 года. Чтобы убедиться в гравитационной связанности объекта со звездой 59 Девы, первооткрыватели наблюдали их ещё более года (до мая 2012). Параметры движения объекта подтвердили его обращение вокруг этой звезды.
В феврале 2013 года исследователи подали статью об открытии в журнал The Astrophysical Journal, и в сентябре 2013 она была опубликована.

## Образование
Расстояние GJ 504 b от материнской звезды в проекции на небесную сферу — 43,5 астрономических единиц, что примерно в 8 раз больше, чем от Солнца до Юпитера (реальное же расстояние в пространстве может быть ещё больше). Такую отдалённость газового гиганта от материнской звезды трудно объяснить с помощью существующих моделей формирования планет, что отметили уже первооткрыватели.
Согласно наиболее признанной модели формирования газовых планет — модели аккреции ядра (англ. core accretion model) — сначала из планетезималей формируется каменистое ядро планеты. Когда оно достигает примерно 10 масс Земли, начинается быстрая аккреция на него газа из протопланетного диска. Эта модель хорошо объясняет появление планет на расстояниях не более 30 астрономических единиц от звезды. Другая модель формирования планет — модель гравитационной нестабильности (англ. gravitational instability model) — допускает появление массивных планет и на больших расстояниях, но остаётся неясным, как GJ 504 b избежала предсказываемых теорией приближения к звезде или выбрасывания из системы.
Возраст материнской звезды первооткрыватели планеты оценили (по скорости вращения и хромосферной активности) в 160+350
−60 млн лет; предполагается, что возраст GJ 504 b примерно такой же. Если последняя является планетой, это (на момент её открытия) старейшая из экзопланет, которые удалось заснять. В 2015 году была опубликована ещё большая оценка возраста звезды — 4,5+2,0
−1,5 млрд лет, а в 2017 — 2,5+1,0
−0,7 млрд лет.

## Физические характеристики
Массу GJ 504 b первооткрыватели оценили в 4,0+4,5
−1,0 массы Юпитера (в таком случае это одна из самых маломассивных заснятых экзопланет). Однако оценка массы зависит от принятого значения возраста; упомянутое значение из работы 2015 года приводит к массе 20-30 масс Юпитера, и в таком случае объект является уже не планетой, а коричневым карликом. Радиус объекта, по данным работы 2016 года, составляет 0,96±0,07 радиуса Юпитера.
Из-за удалённости от материнской звезды объект почти не получает тепла, но благодаря оставшейся со времён его образования энергии имеет немалую эффективную температуру: 544±10 К (271±10 °C). При подобной температуре не способны выжить никакие земные организмы, в том числе термофилы. Однако это меньше, чем у всех ранее заснятых планет-гигантов. Если GJ 504 b является планетой, это первая заснятая экзопланета спектрального класса T (заснятые ранее относятся к классу L). Болометрическая светимость объекта — 7×10−7 солнечной (log(Lbol/L☉) = −6,13±0,03).
В ближней инфракрасной области спектра объекта доля коротковолнового излучения выше, чем у заснятых ранее экзопланет (излучение более «синее», показатель цвета J−H = −0,23). Это может быть следствием меньшей облачности в атмосфере, хотя некоторые признаки облачности всё же наблюдаются. Известно, что атмосфера газовых гигантов и коричневых карликов действительно очищается от облаков при их остывании до примерно 1200 K (что соответствует переходу от класса L к классу T).
С остыванием подобных объектов и исчезновением у них облаков в их спектре появляются сильные полосы поглощения метана. С целью их обнаружить группа астрономов провела новые наблюдения GJ 504 b в инфракрасных лучах и повторно проанализировала старые данные. Был измерен блеск объекта в инфракрасных фотометрических полосах J, H, Ks, CH4S и CH4L. Полоса CH4L, охватывая длины волн 1,643—1,788 мкм, лежит в области поглощения излучения метаном, тогда как близлежащая CH4S (1,486—1,628 мкм) — вне её. Оказалось, что в полосе CH4L объект вообще не виден (блеск >20,62m), тогда как в остальных полосах блеск составляет 19,4—20,0m. Таким образом, в спектре GJ 504 b действительно есть сильное поглощение метана. Это было подтверждено последующими наблюдениями.